# Osseten

Völker des Kaukasus: Osseten in Hellgrün

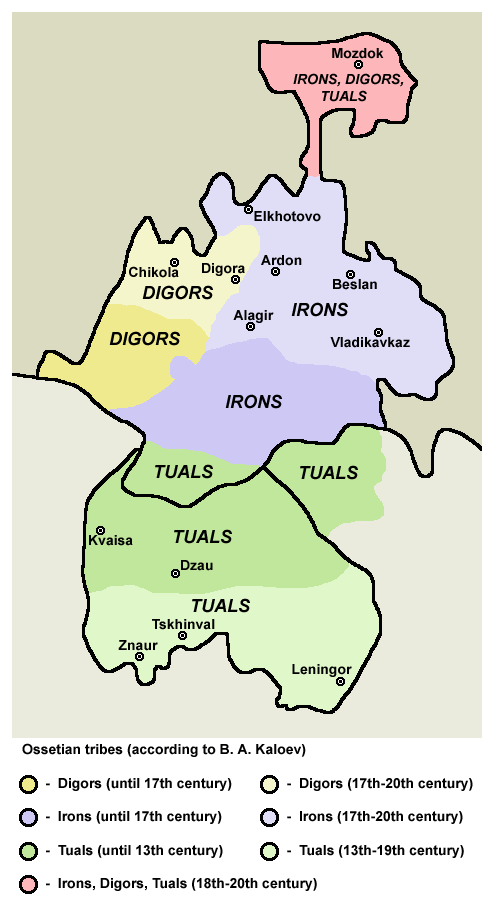
Die ossetischen Stammesverbände der Iron, Digor und Tual bis zum 13./17. Jahrhundert und ihre Ausbreitung danach. Das Gebiet östlich von Ossetien am oberen Terek ist mind. seit dem 17. Jahrhundert georgisch besiedelt. Die Tual sprechen Unterdialekte des Iron-Ossetischen.

Die Osseten (ossetisch Ирӕттӕ irættæ „Unser Volk / Die Iron Leute “) sind eine iranischsprachige Volksgruppe im Kaukasus, die insgesamt etwa 700.000 Menschen umfasst.
Die Mehrzahl der Osseten lebt in der Teilrepublik Nordossetien-Alanien (einer Verwaltungseinheit der Russischen Föderation). Dort identifizierten sich bei der Volkszählung 2010 fast 460.000 Menschen als Osseten. Im umstrittenen Gebiet Südossetien leben nach Krieg und Abwanderung nur etwa 50.000 Osseten. Daneben gibt es viele Osseten in anderen Teilen Russlands, in Gesamtrussland lag ihre Zahl im Jahr 2010 bei 528.515, darunter auch über 11.000 Osseten in Moskau. In Georgien (ohne Südossetien und Abchasien) lebten im Jahr 2002 ebenfalls knapp 37.000 Osseten. Die Zahl der Osseten in der Türkei wird auf insgesamt etwa 100.000 Menschen geschätzt.

## Sprache und Literatur

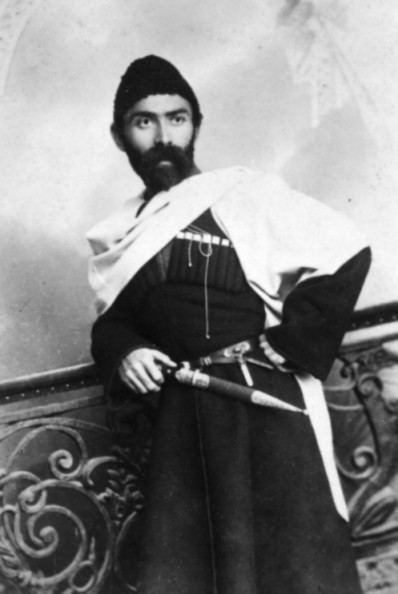
Kosta L. Chetagurow

Das Ossetische gehört zur iranischen Gruppe der indogermanischen Sprachfamilie. Es unterteilt sich in zwei Hauptdialekte, das westossetische Digoron und das ostossetische Iron (mit dem Tual-Dialekt Südossetiens). Fast alle Osseten beherrschen auch die russische Sprache, die sowohl in Nord- als auch in Südossetien neben Ossetisch eine Amtssprache ist. Viele Osseten in der Diaspora beherrschen heute kein Ossetisch mehr.
Das deutsche Wort „ossetisch“ und „Osseten“ geht auf ein georgisches Wort zurück. Dieses setzt sich aus „Oss“, was Osseten bedeutet und „-eti“, was als Endung einfach nur „Land“ bedeutet, zusammen. „Oss-eti“ heißt also „Land der Ossen“. Die ossetische Kultur gehört der kaukasischen Kultur an.
Kosta Chetagurow (1859–1906) gilt als Begründer der modernen ossetischen Literatur; Arsen Kozojew (1872–1944) als Bahnbrecher ossetischer Literatur.

## Religion

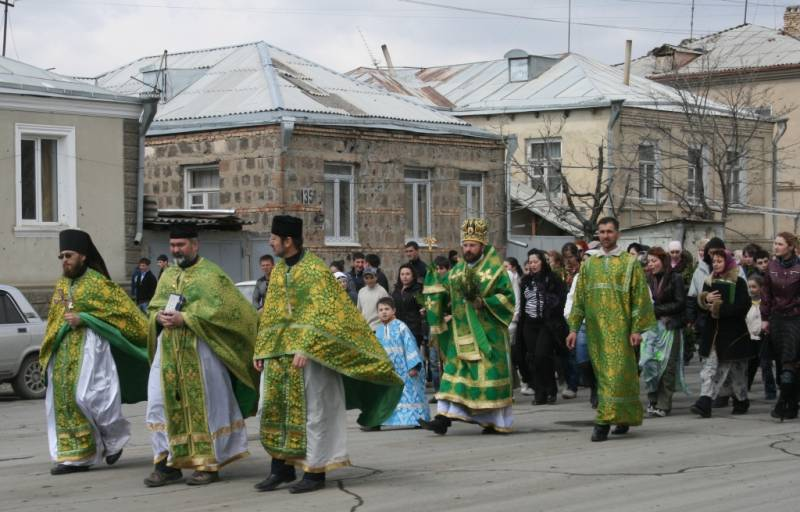
Palmsonntagsprozession im südossetischen Zchinwali

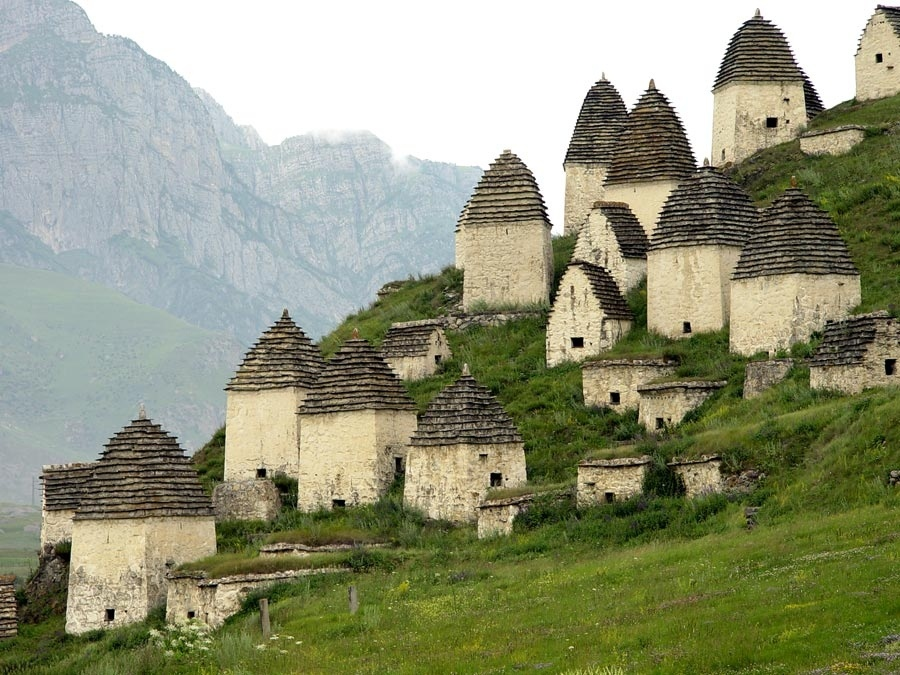
Ossetische Nekropole in Nordossetien

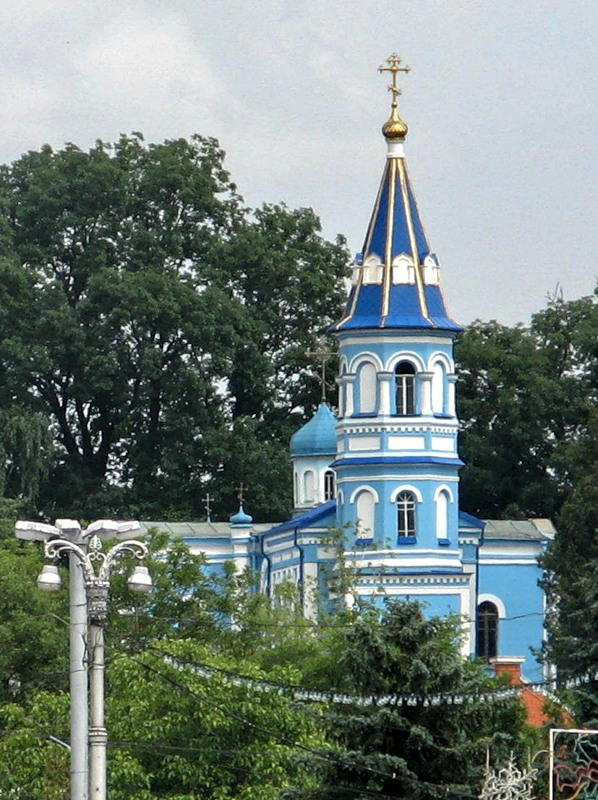
Ossetische Kirche in Wladikawkas

Etwa 80 % der Osseten sind orthodoxe Christen, eine signifikante Minderheit von etwa 15–20 % sind Muslime. Der Islam ist vor allem in Nordossetien verbreitet. Bedingt durch die lange antireligiöse Politik der Sowjetunion praktizieren viele Menschen keine Religion.

## Geschichte
Die Osseten stammen sprachlich von den Alanen ab, einem Teilstamm der iranischen Sarmaten (nachweisbar seit dem 1. Jahrhundert n. Chr.). Sie wanderten im 6. Jahrhundert in den Kaukasus ein und sind heute überwiegend christlich. Im Jahr 921 entstand das alanische Erzbistum. Im 13. Jahrhundert wurde ihr Reich von den Tataren und Mongolen zerstört. Die verbliebenen Alanen zogen sich in die Berge zurück, wovon heute noch zahlreiche Verteidigungs- und Wohntürme zeugen.
Das moderne Volk der Osseten hat in dieser Zeit seinen Ursprung. Sie lebten damals im Norden des Kaukasushauptkamms. Ab dem 16. Jahrhundert breitete sich der Islam unter dem ossetischen Adel aus. Dieser war an einer engeren Verflechtung mit dem kabardinischen und balkarischen Adel interessiert.
Nach dem Kaukasuskrieg 1817–1864 und dem Russisch-Türkischen Krieg 1877–1878 wanderte ein großer Teil der muslimischen Osseten aus dem Nordkaukasus ins Osmanische Reich ein. Ähnliche Wanderungsbewegungen gab es auch bei vielen weiteren Kaukasusvölkern, so etwa bei Abchasen, Tscherkessen oder Tschetschenen.
Als das Russische Reich zerfiel, kam es von 1918 bis 1920 im heutigen Südossetien zum Georgisch-Südossetischen Konflikt, bei dem um die 5000 Osseten starben und etwa 20.000 vertrieben wurden.
Heute ist das traditionelle Siedlungsgebiet der Osseten aufgeteilt zwischen der russischen Teilrepublik Nordossetien-Alanien und dem de facto unabhängigen Südossetien, das von der Mehrheit der internationalen Gemeinschaft als Teil Georgiens gesehen wird. Um Südossetien gab es nach dem Zerfall der Sowjetunion mehrere bewaffnete Konflikte, unter anderem den Südossetienkrieg 1991–1992 und den Kaukasuskrieg 2008. Seit Ende des Krieges 2008 konnte der de facto unabhängige Status Südossetiens gefestigt werden, nachdem Russland und einige andere Staaten die Unabhängigkeit Südossetiens anerkannt hatten.

## Siedlungsgebiet
Heute lebt die Mehrheit der Osseten in der russischen Teilrepublik Nordossetien-Alanien (ca. 460.000) sowie im umstrittenen Südossetien. Die Einwohnerzahl Südossetiens wird auf 46.000 bis 53.000 Menschen geschätzt. Beim russischen Zensus von 2010 lebten knapp 30.000 Osseten außerhalb Nordossetiens in Südrussland, hier insbesondere in der an Nordossetien angrenzenden Region Kabardino-Balkarien, wo es einige traditionell von Osseten besiedelte Dörfer gibt. Daneben gibt es starke Diasporagemeinden in vielen russischen Großstädten, etwa in Moskau oder Sankt-Petersburg. In anderen Nachfolgestaaten der Sowjetunion leben ebenfalls Tausende Osseten.
| Nordossetien-Alanien     | 459.700 |
| Moskau                   | 11.300  |
| Kabardino-Balkarien      | 9.300   |
| Region Stawropol         | 8.000   |
| Region Krasnodar         | 4.500   |
| Oblast Moskau            | 3.400   |
| Karatschai-Tscherkessien | 3.200   |
| Sankt Petersburg         | 3.200   |
| Oblast Rostow            | 2.600   |

Neben Russland lag der zweite Siedlungsschwerpunkt der Osseten bis Anfang der 1990er-Jahre in Georgien. Beim letzten sowjetischen Zensus von 1989 lebten demnach 164.000 Osseten in Georgien, davon 60.000 innerhalb des Südossetischen Autonomen Gebiets, dem heutigen Südossetien. Auch außerhalb Südossetiens gab es in Georgien bis Ende des 20. Jahrhunderts geschlossene ossetische Siedlungsgebiete. Siedlungsschwerpunkte waren dabei die Rajons Gori, Qasbegi, Kaspi, Caschuri, Duscheti, Bordschomi und Achmeta sowie Tiflis und Umgebung. Nach dem Zerfall der Sowjetunion und dem Südossetienkonflikt floh oder emigrierte die Mehrheit der Osseten in Georgien, zumeist nach Russland. 2002 gab es in Georgien noch knapp 37.000 Osseten, bis 2014 sank diese Zahl weiter auf 14.400. In diesen Zahlen ist das von südossetischen Separatisten kontrollierte Gebiet nicht eingeschlossen.
Des Weiteren gibt es in Syrien und der Türkei zahlenmäßig bedeutende ossetische Exilgemeinden; es ist von bis zu 100.000 Osseten in der Türkei die Rede. Inwiefern diese nicht assimiliert sind, ist jedoch unklar.

## Bekannte Osseten

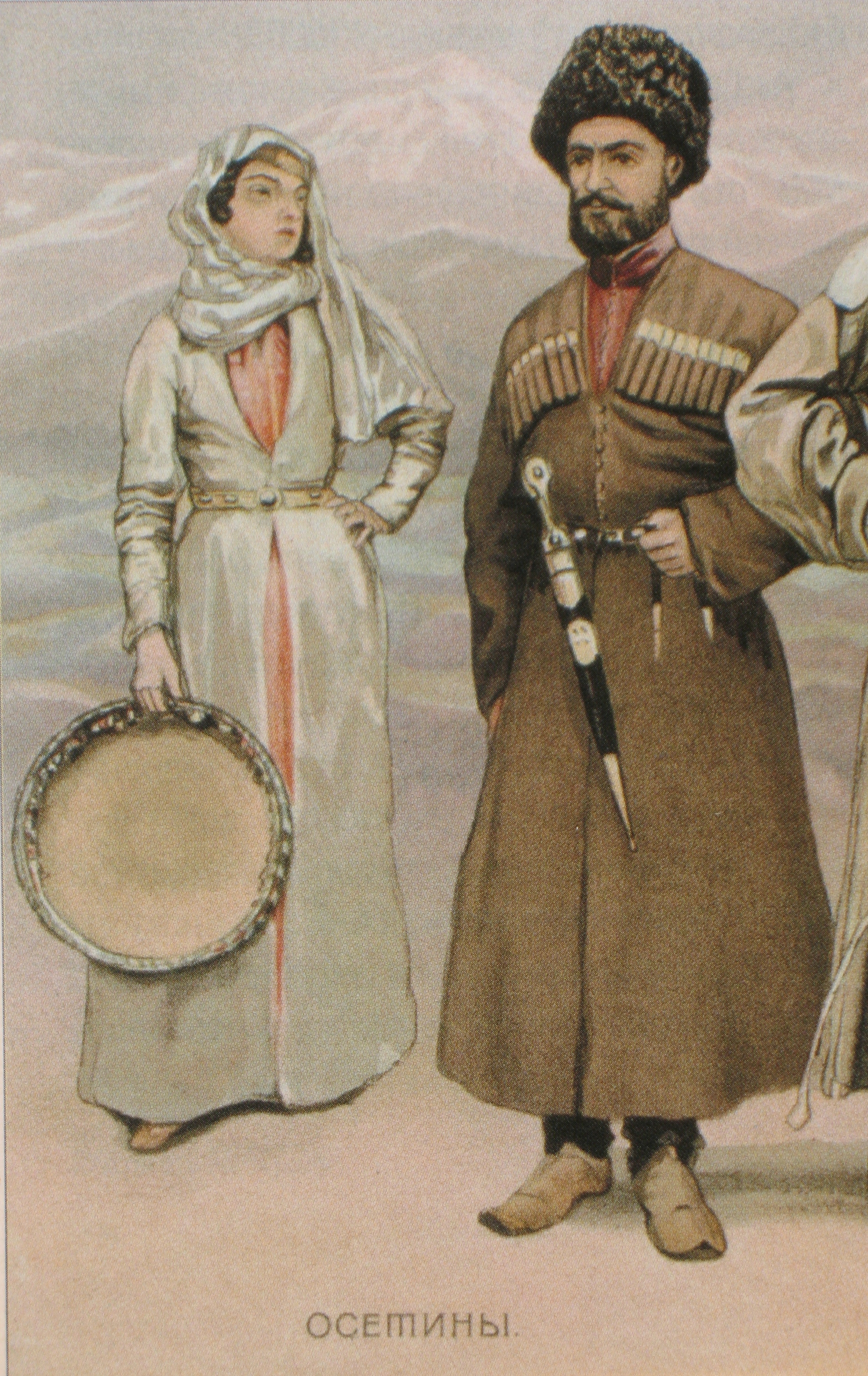
Ossetische Tracht im 19. Jahrhundert

| - Weronika Dudarowa - Soslan Andijew - Leri Chabelowi - Aslan Chadarzew - Macharbek Chadarzew - Kosta Chetagurow - Alan Dsagojew - Wladimir Gabdulow - Gaito Gasdanow - Waleri Gassajew - Waleri Gergijew - Juri Gussow - Wladimir Guzajew - Alan Karajew | - Ruslan Karajew - Eduard Kokoity - Arsen Kozojew - Boris Kulajew - David Musuľbes - Arawat Sabejew - Artur Taymazov - Zəlim Tçqayev - Dschambulat Tedejew - Stanislaw Tschertschessow - Ludwig Tschibirow - Xetaq Qazyumov - Rohō Yukio - Hakurozan Yuta |